# Ulrich Grauert
Ulrich Grauert  (né le 6 mars 1889 et mort le 15 mai 1941) est un Generaloberst allemand de la Luftwaffe pendant la Seconde Guerre mondiale.

## Biographie
Grauert passe l'examen d'entrée de l'armée en 1909 pour devenir officier de batterie dans le 2e régiment d'artillerie de campagne à Colberg. Entré dans ce régiment le 13 mars 1909 et après une année de service, en 1910, il est promu au grade de lieutenant. Il y reste jusqu'au 1er septembre 1914.

### Première Guerre mondiale
Au début de la Première Guerre mondiale, il est affecté en tant que commandant de peloton dans la 6e Batterie de campagne de la 3e brigade d'artillerie de campagne (de). Dans la bataille de la Marne en septembre 1914, il se distingue lors d'une patrouille de reconnaissance. En février 1915, il est promu au grade d'oberleutnant après avoir reçu la croix de fer, 2e et 1re classe.
Peu de temps après, il s'enrôle dans la Force aérienne et se distingue en tant qu'observateur. Le 18 août 1917, il est promu au grade de hauptmann (capitaine) et prend le commandement du 17e bataillon aérien. Pendant la guerre, il reçut la croix de chevalier de l'ordre Hohenzollern avec épées et de l'Ordre autrichien de la Couronne de Fer 3e Classe avec décoration de la guerre.

### Entre-deux-guerres
Après la fin de la guerre, Grauert retourne dans l'armée de terre, il est intégré dans différents états-majors comme la 6e colonne de transport motorisé, le 1er bataillon du 6e Régiment d'Artillerie et la 6e Division. Au printemps 1929, le major Grauert est affecté au ministère de la Guerre à Berlin. Il participe à des travaux préparatoires pour la création d'une nouvelle armée de l'air. En octobre 1932, il est promu oberstleutnant (lieutenant-colonel), en juillet 1934, oberst (colonel) et en octobre 1936 generalmajor.
Après la création officielle de l'Armée de l'Air (la Luftwaffe) en 1935, Grauert la rejoint en mars 1937 dans différents groupes de formation. Du 1er juillet 1937 au 30 juin 1938, il est dans le Haut commandement aérien II où il est promu au grade de generalleutnant (lieutenant général) le avril 1938. Puis il prend le commandement de la 1. Flieger-Division du 1er juillet 1938 au 24 octobre 1939.

### Seconde Guerre mondiale
Alors qu'il a le commandement de la 1. Flieger-Division, il participe à la campagne de Pologne qui lui vaut d'être promu au grade de general der Flieger (Général de l'air) le 1er octobre 1939. La 1. Flieger-Division est renommée I. Fliegerkorps que Grauert garde le commandement. Ce Korps est délocalisé à l'ouest pour la campagne de France. Le 19 juillet 1940, il est promu au grade de generaloberst (général d'armée). Puis s'ensuit le début de la bataille d'Angleterre.
Grauert, alors qu'il est toujours à la tête du I. Fliegerkorps, est tué le 15 mai 1941 lorsque son Junkers Ju 52 7U+OM a été abattu par le lieutenant Jerzy Jankiewicz (pl), aux commandes du Spitfire II P8130, et le sergent Wacław Giermer, aux commandes du Spitfire II P7786, de la 303e escadrille de chasse polonaise près de Saint-Omer sur la côte de la Manche française.

## Promotions
- Fähnrich : 13 mars 1909
- Leutnant : 27 janvier 1910
- Oberleutnant : 25 février 1915
- Hauptmann : 18 août 1917
- Major : 1er février 1929
- Oberstleutnant : 1er octobre 1932
- Oberst : 1er juillet 1934
- Generalmajor : 1er octobre 1936
- Generalleutnant : 20 avril 1938
- General der Flieger : 1er octobre 1939
- Generaloberst : 19 juillet 1940

## Décorations
- Croix de fer (1914) 2e et 1re Classe
- Fermoir à la croix de fer (1939) 2e et 1re Classe
- Insigne de pilote-observateur en or avec diamants
- Croix de chevalier de la croix de fer le 29 mai 1940 comme general der Flieger et commandant de la I. Fliegerkorps[1]
- Mentionné dans le Wehrmachtbericht du 30 mai 1940